# アーサー・ウィルキンソン
アーサー・ウィルキンソン（Arthur Wilkinson 1919年9月3日 - 1968年 ）はイギリスのオーケストラ音楽の作曲家、編曲家。第二次世界大戦中に英国空軍にいたときに作曲を始めた。映画、ステージ・ショーやテレビ番組へ貢献した。

## 著名な作品
- 『スリー・リバーズ・ファンタジー』：　北東イングランドの有名な民謡のパスティーシュ曲集。「タイン・ティーズ」テレビ局から依頼されつくったもので、1983年5月まで、毎朝、放送の始まるときに流れていた。
- ロンドン生まれのミュージカル『チャーリー・ガール』の編曲
- 1965年：『ビートル・クラッカー組曲』：　当時（商業的に）絶頂期のビートルズの曲を編曲し、チャイコフスキーの『くるみ割り人形』組曲風に配置したもの。
  - 「パ・ドゥ・ドゥ」風にアレンジした「オール・マイ・ラビング」は、EMIのキュレーター・トニー・ロカントロが2013年に編纂した『BEST SENSUAL CLASSICS 100』に収録された。

## フィルモグラフィー
- 映画『イッツ・ノット・クリケット』（1949）